# Château de la Duchère
Le château de la Duchère est un ancien château du XIVe siècle dans l'actuel quartier de la Duchère dans le 9e arrondissement de Lyon, en France. Il est détruit entre 1973 et 1978.

## Histoire
Le château de la Duchère est construit au XIVe siècle. Il est rénové et agrandi plusieurs fois entre le XVe siècle et le XVIIe siècle,. Son premier propriétaire connu est Bernard de Varey de la Duchère, conseiller de ville à Lyon, en 1300.
Toujours d’après la notice sur le château de la Duchère, Henri IV aurait dormi dans le château lors de sa venue à Lyon pour son mariage avec Marie de Médicis.
À la suite du mariage, en 1725, de Blanche Albanel, fille de l'échevin Gaspard Albanel, le château devient la possession de Hugues de Rivérieulx de Varax.
Lors du siège de Lyon en 1793, l'édifice a accueilli les Lyonnais. Puis devenu bâtiment militaire il servit de base de défense contre l'invasion autrichienne en 1814. 
Pendant la Seconde Guerre Mondiale, le propriétaire de l'époque, Henri Lafoy y cache des familles juives pour les sauver de la déportation.
Laissé à l'abandon dans les années 1960, il est démoli entre 1973 et 1978 en raison de l'importance des frais de restauration.
Hors les fondations, aujourd'hui seul le lavoir daté du 16e siècle subsiste.

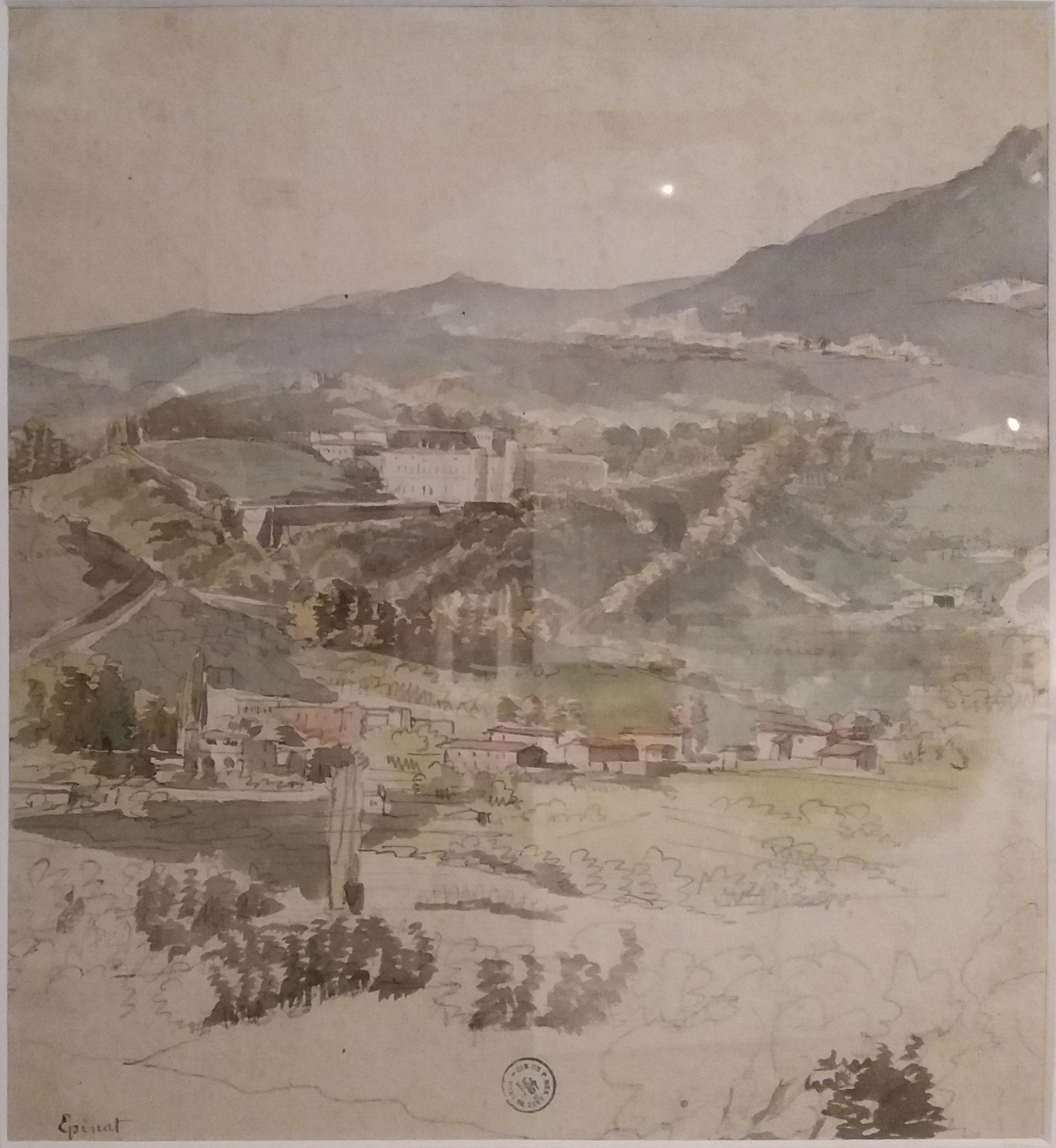
Le château par Fleury Épinat (1800-1830)
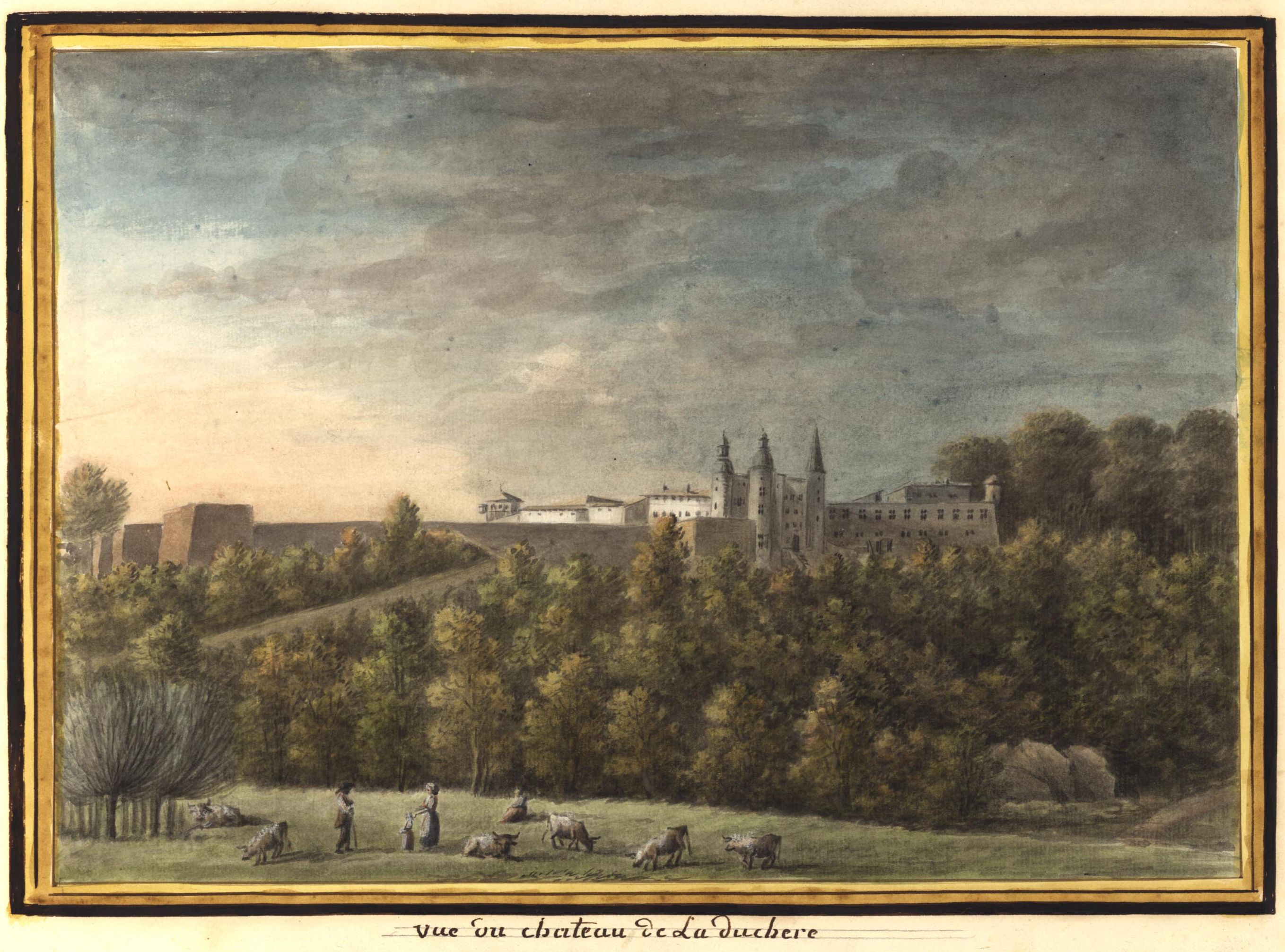
Le château par Joseph Fructus-Rey (vers 1825)
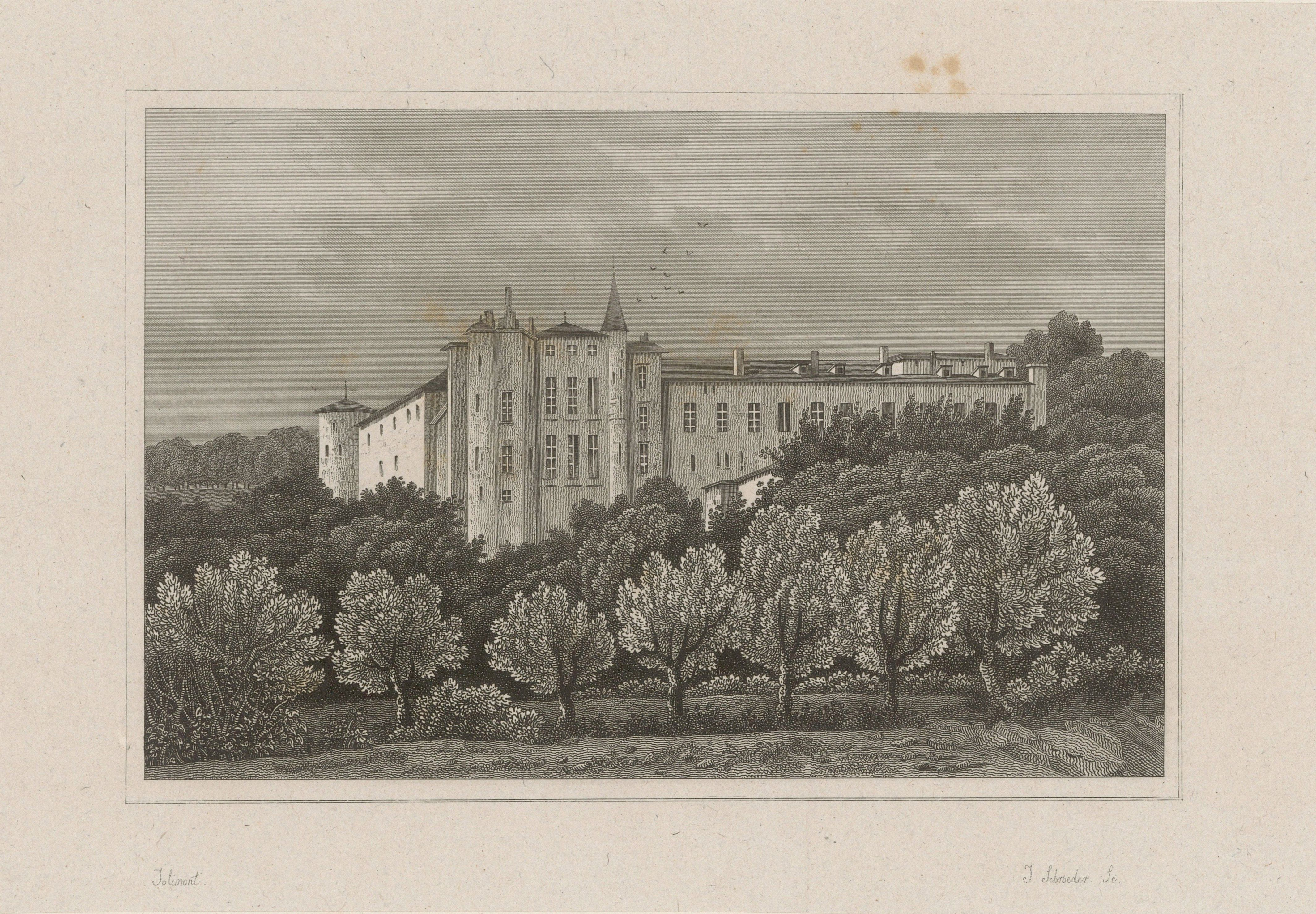
Le château par Jolimont et Schroeder (vers 1830)

## Destruction
Au XXe siècle, il est mis en location, avant d'être abandonné dans les années 1960. Il est démoli entre 1972 et 1973, contre l'avis de François-Régis Cottin,. Sa destruction serait due aux coûts importants pour le réhabiliter. Les seuls vestiges du château encore existants sont les restes d'un lavoir construit en 1661.

## Galerie

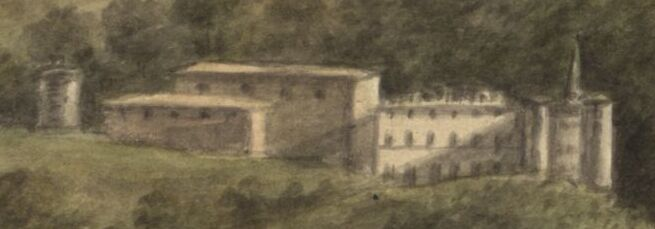
Château de la Duchère en 1820
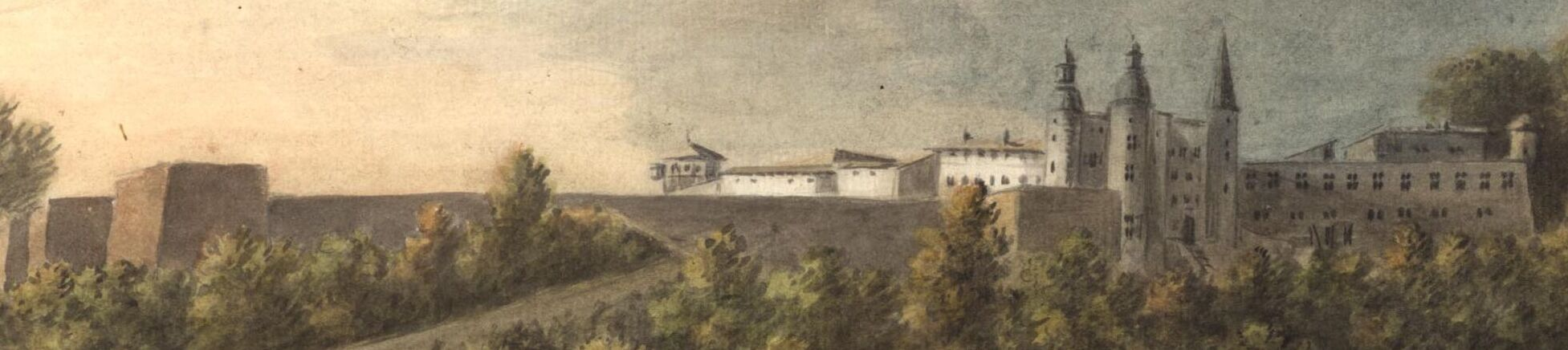
Château de la Duchère en 1825
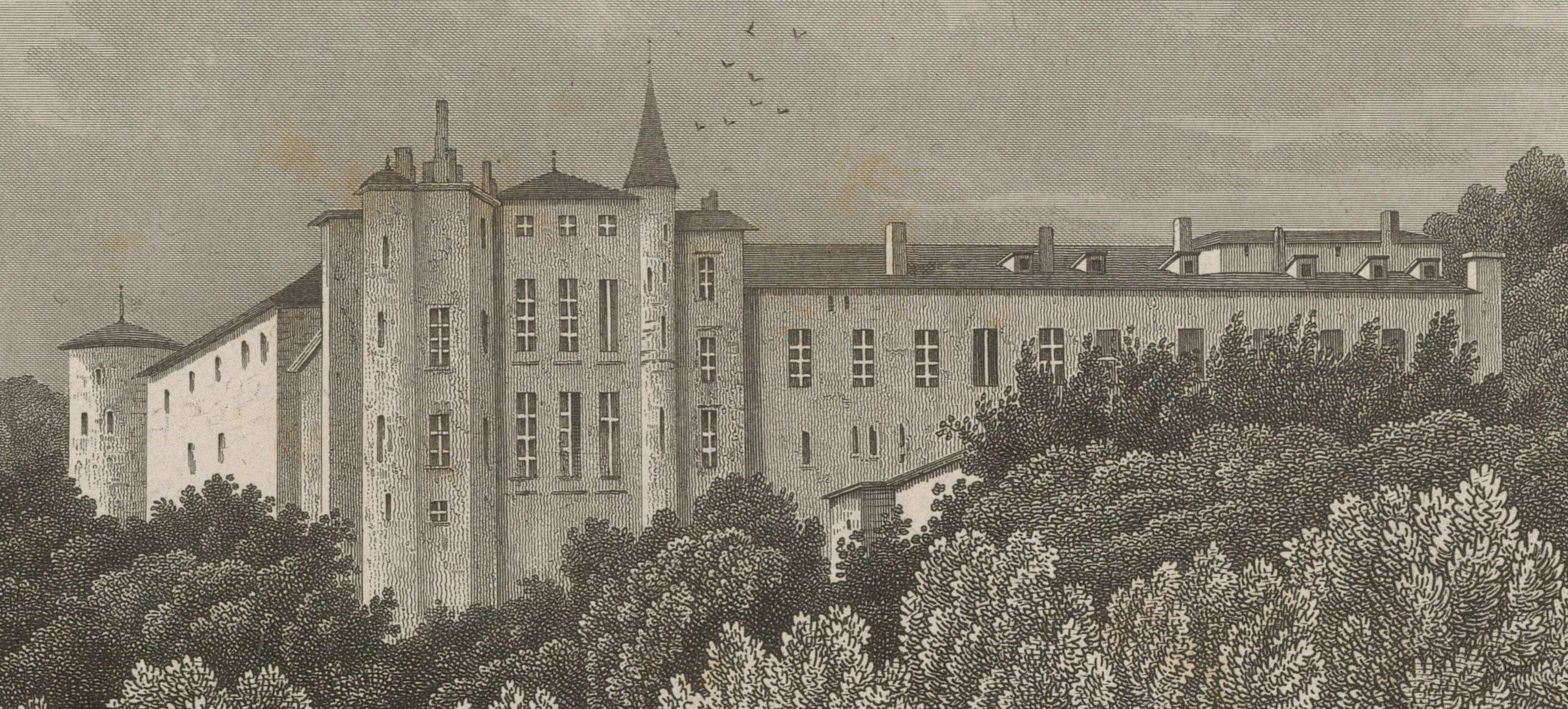
Château de la Duchère en 1830
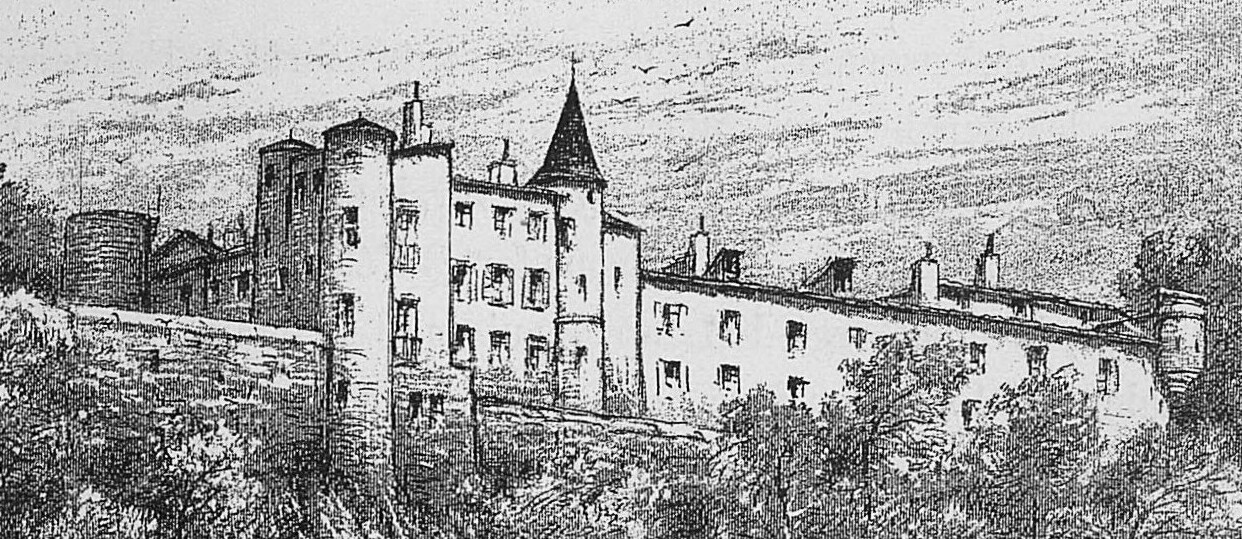
Château de la Duchère en 1892
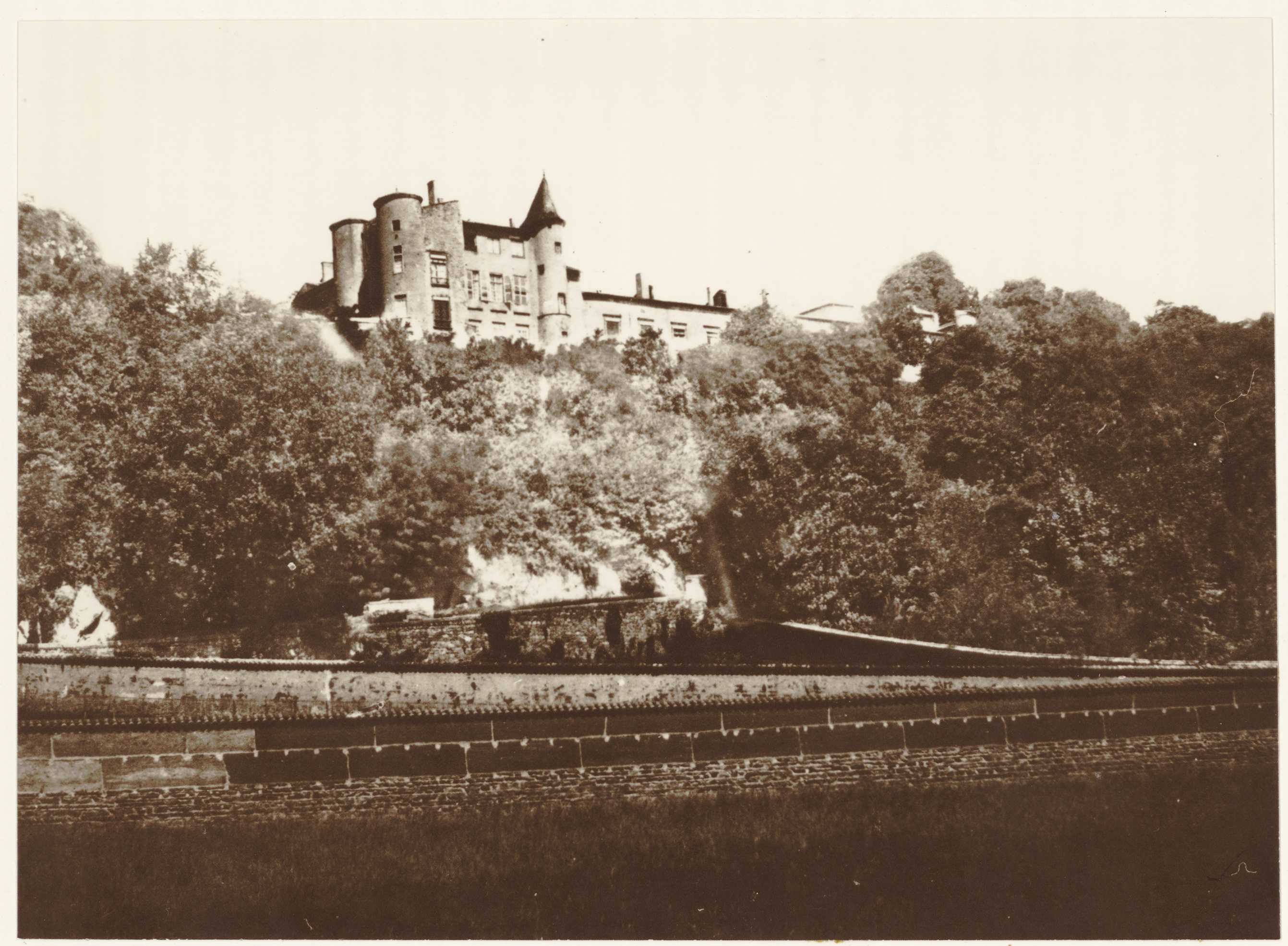
Château de la Duchère vers 1900
Château de la Duchère, photo de 1950